# Kasteel van Saint-Germain-en-Laye
Het Kasteel van Saint-Germain-en-Laye was een koninklijk paleis van de Franse monarchie in de plaats Saint-Germain-en-Laye, 19 kilometer ten westen van Parijs. Het kasteel herbergt thans het Nationaal Archeologische Museum. Saint-Germain-en-Laye, dus het kasteel ook, liggen in een lus, die door de Seine wordt omsloten.

## Geschiedenis
Het eerste kasteel, het Grand Châtelet, werd omstreeks 1122 in opdracht van koning Lodewijk VI van Frankrijk gebouwd. Onder Lodewijk IX werd het kasteel rond 1230 verder uitgebreid en van een koninklijke kapel voorzien in de stijl van de Rayonante gotiek. Het was bedoeld voor het huisvesten van de relieken van de Doornenkroon en het Heilige Kruis. De kapel werd door architect Pierre de Montreuil gebouwd, die eveneens verantwoordelijk was voor de bouw van de Sainte-Chapelle in Parijs. Eduard van Woodstock, prins van Wales met de bijnaam Zwarte Prins, heeft het kasteel in 1346, tijdens de Honderdjarige Oorlog platgebrand. Alleen de kapel bleef gespaard. Onder Karel VI werd het kasteel in 1360 op de fundamenten van het oude kasteel herbouwd. De oudste gedeelten van het huidige kasteel werden pas in 1539 gebouwd tijdens het koningschap van Frans I. 
Zijn zoon Hendrik II liet later in de tuinen van het reeds bestaande kasteel een nieuwe residentie bouwen dat al snel het Nieuwe Kasteel van Saint-Germain-en-Laye werd genoemd (Château Neuf). Lodewijk XIV werd in 1638 in dit kasteel geboren, en onder zijn leiding werden in 1662 de tuinen gerenoveerd. Hij en zijn hofhouding bleven tot 1666 in Saint-Germain-en-Laye, maar hij was liever in het oude kasteel dan in het Château Neuf. Dat werd in dat decennium ook weer afgebroken. 
Er werden tussen 1669 en 1673 nieuwe tuinen aangelegd door André le Nôtre. Lodewijk XIV schonk het kasteel in 1688 aan de verbannen koning Jacobus II van Engeland en tot aan de Franse Revolutie bleven er veel jacobieten in het kasteel wonen.
Keizer Napoleon Bonaparte liet in het kasteel zijn cavalerie-academie voor officieren vestigen, maar Napoleon III liet het kasteel in oude luister herstellen. Er is iets voor het kasteel in 1847 een metrostation aangelegd, station Saint-Germain-en-Laye. Het kasteel werd vanaf 1862 gerestaureerd, eerst onder leiding van Millet, een jaar later werd het tot monument historique verklaard en weer vier jaar later werd er het Musée des Antiquités Nationales gevestigd. De restauratie werd na de dood van Millet in 1879 door Auguste Lafollye overgenomen en ten slotte door Honoré Daumet. De restauratie werd in 1889 voltooid.
Het Verdrag van Saint-Germain werd op 10 september 1919 in het kasteel getekend, waarmee een einde werd gemaakt aan de vijandigheden tussen Oostenrijk en de geallieerden. Het kasteel diende tijdens de Tweede Wereldoorlog als het hoofdkwartier voor het Duitse leger in Frankrijk. Het in het kasteel gevestigde museum werd in 2005 van naam veranderd in Nationaal Archeologisch Museum.

## Bewoners

### Geboren
- Lodewijk XIV 1638-1715, koning van Frankrijk
- Louise Maria Theresa Stuart 1692-1712, dochter van Jacobus II van Engeland
- Prins Lodewijk, zoon van koning Lodewijk XIV

### Overleden
- Jacobus II 1633-1701, koning van Engeland, Schotland en Ierland
- Maria van Modena 1658-1718, koningin van Engeland, Schotland en Ierland

## Afbeeldingen

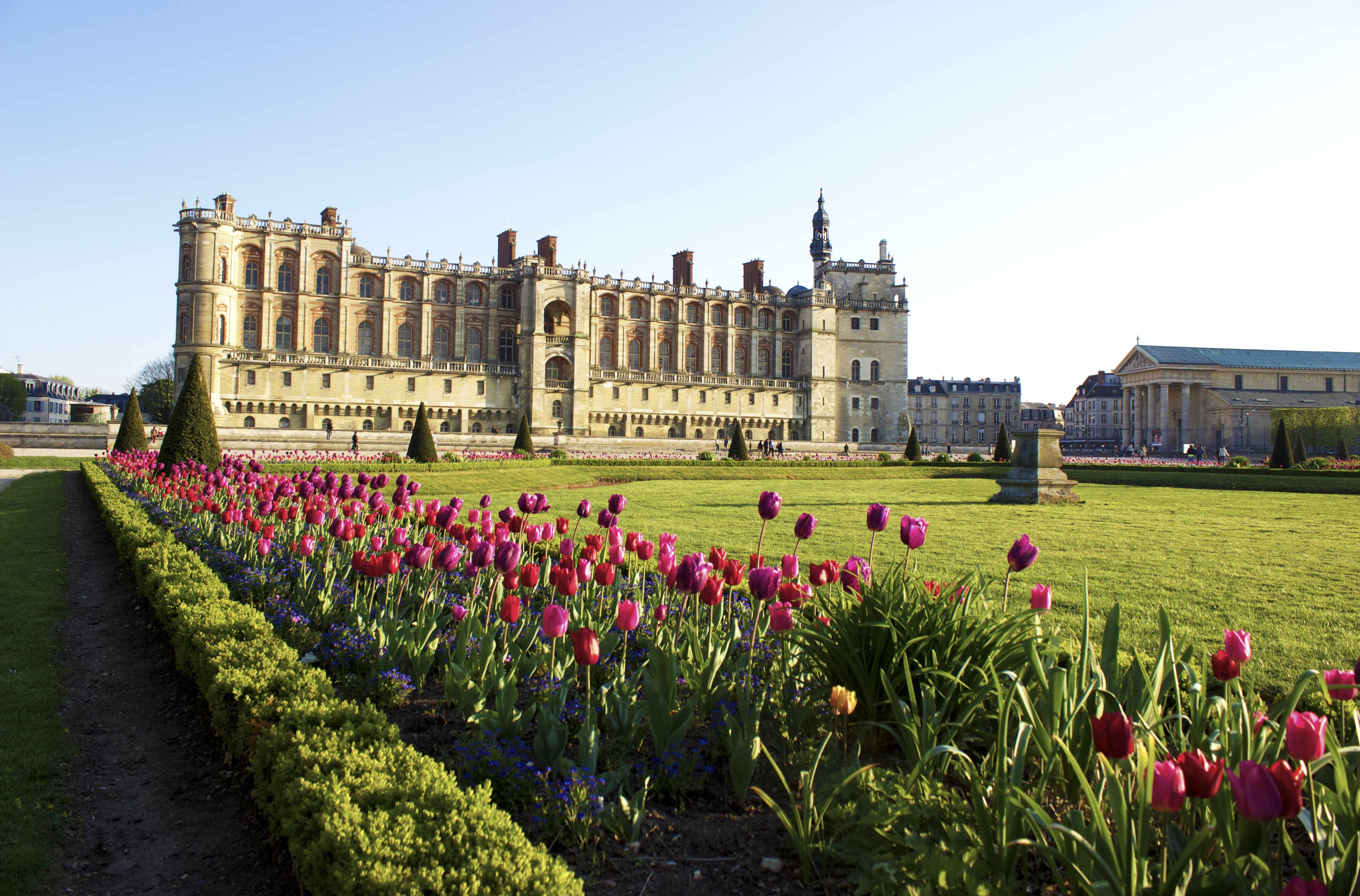
Het kasteel vanuit de tuinen bezien
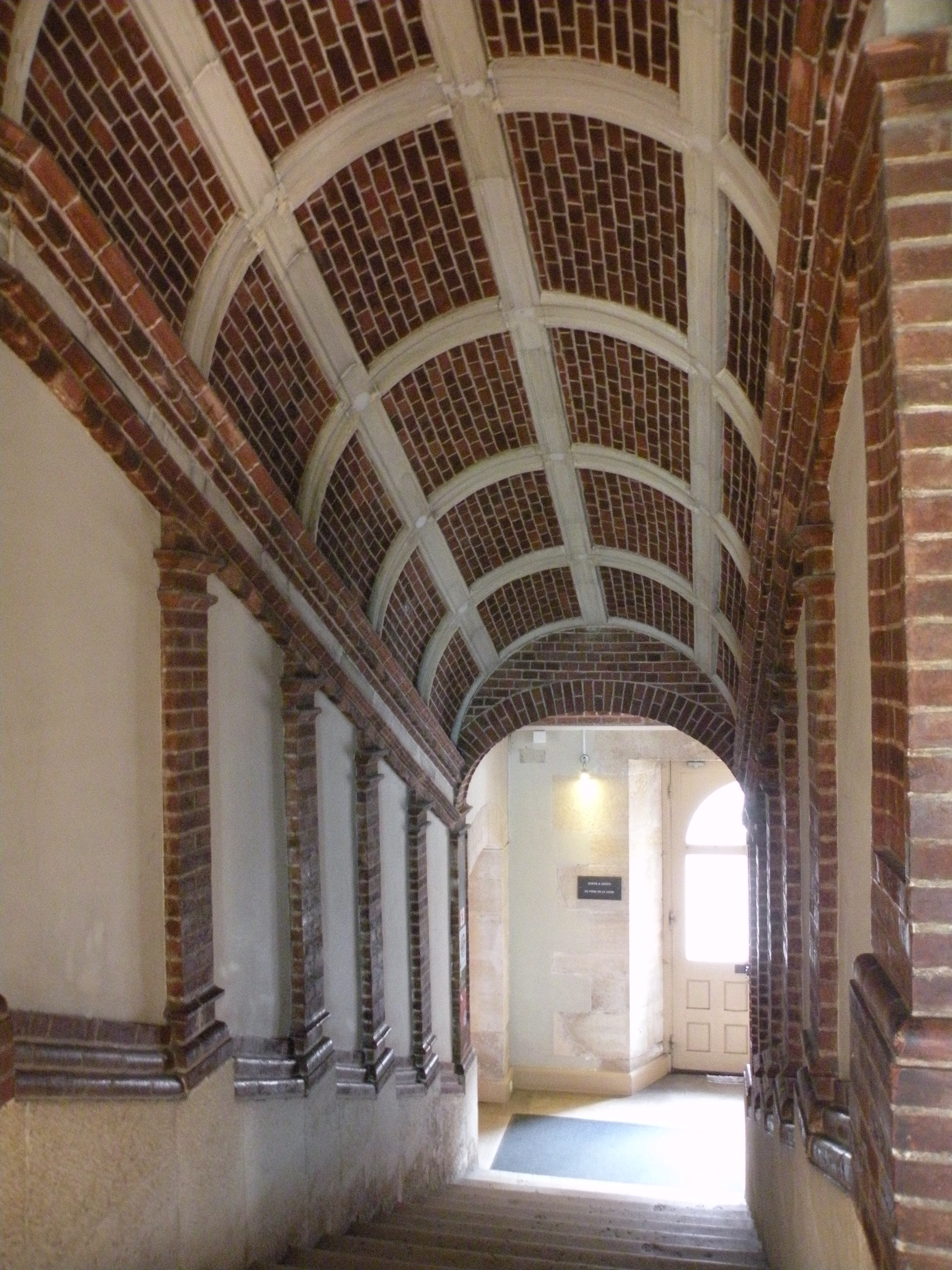
Trappenhuis
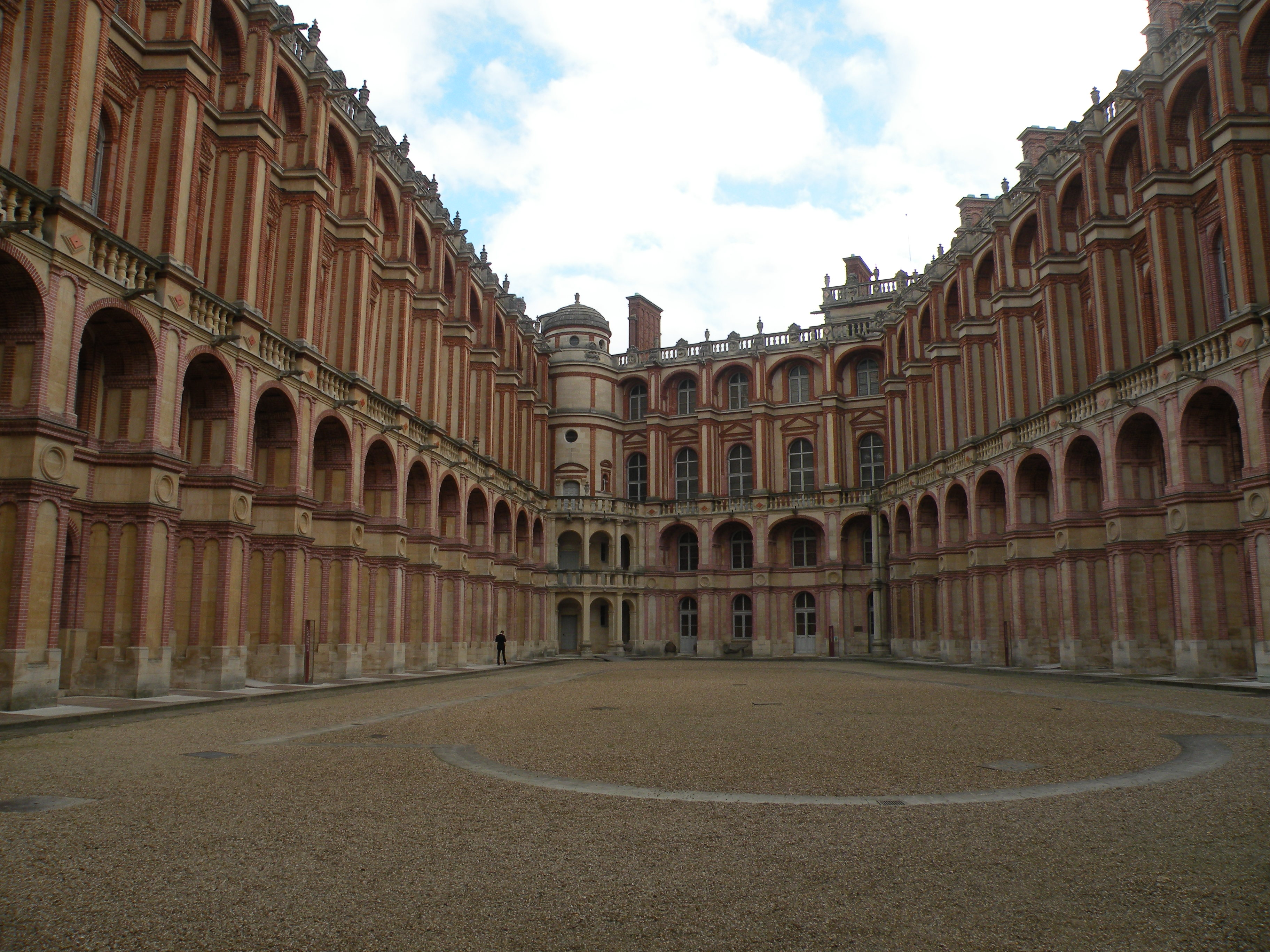
Binnenplaats
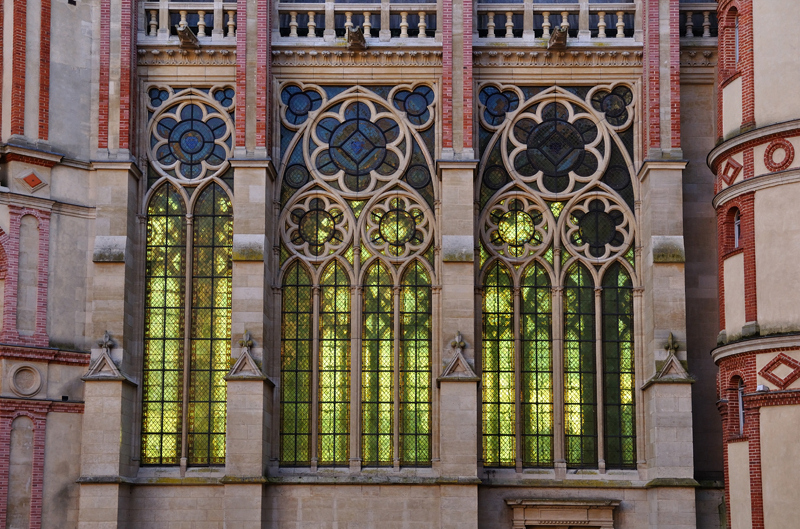
De glas-in-loodramen van de Sainte Chapelle

## Websites
- Musée d'Archéologie Nationale.
- EuroChannel. Ile-de-France Castles: The Royal Château of St-Germain-en-Laye.